# Walsgrave on Sowe
Walsgrave on Sowe är en stadsdel i Coventry, i distriktet Coventry, i grevskapet West Midlands, i England. Walsgrave on Sowe var en civil parish fram till 1932 när blev den en del av Coventry, Combe Fields, Ansty, Shilton och Bedworth. Denna civil parish hade 2 250 invånare år 1931. Byn nämndes i Domedagsboken (Domesday Book) år 1086, och kallades då Sowa.